# ويليام وايت (مجرم)
ويليام وايت (بالإنجليزية: William White)‏ هو مجرم أمريكي، ولد في 1900، وتوفي في 23 يناير 1934.